# Maroilles (Nord)
Maroilles [maʁwal]  est une commune française située dans le département du Nord (59), en région Hauts-de-France.
L'ancienne abbaye de Maroilles a donné son nom à un fromage : le maroilles.

## Géographie

### Description
Le village de Maroilles se trouve dans l'Avesnois, dite aussi Thiérache du Nord ; la limite avec le département de l'Aisne, où se situe la Thiérache  stricto sensu, passe à quelques kilomètres au sud de Maroilles.
Avant les conquêtes de Louis XIV sur les Pays-Bas espagnols, cette limite départementale correspondait à la frontière de l'ancienne France. Ceci explique que malgré les similitudes entre la Thiérache de l'Aisne et celle du Nord, l'unité de cette région est, de nos jours encore, discutée.
C'est à Maroilles même que l'Helpe Mineure, qui prend sa source à Ohain en forêt de Trélon, plus au sud, se jette dans la Sambre.

### Communes limitrophes
| Locquignol |           | Noyelles-sur-Sambre     |
| Landrecies | Maroilles | Taisnières-en-Thiérache |
| Le Favril  | Prisches  | Grand-Fayt              |

### Hydrographie

#### Réseau hydrographique
La commune est située dans le bassin Artois-Picardie. Elle est drainée par l'Helpe Mineure, la Sambre canalisée, le Contre-fossé rive droite Sambre, divers bras de décharge du Contre-le fossé rive droite de la Sambre canalisée, la Noyelles-sur-Sambre, la Rue Là-Haut, le fossé des Berlières, le fossé quarré, le Grand fossé, le Préseau, le Riot de Prisches, le ruisseau des Basses pâtures, le ruisseau Jean marion et divers autres petits cours d'eau,.
L'Helpe Mineure, d'une longueur de 50 km, prend sa source dans la commune de Ohain et se jette  dans la Sambre canalisée à Locquignol, après avoir traversé douze communes. Les caractéristiques hydrologiques de l'Helpe Mineure sont données par la station hydrologique située sur la commune. Le débit moyen mensuel est de 3,56 m3/s. Le débit moyen journalier maximum est de 63,7 m3/s, atteint lors de la crue du 6 janvier 2001. Le débit instantané maximal est quant à lui de 74,9 m3/s, atteint le 21 décembre 1993.
La Sambre canalisée est un canal, chenal et un cours d'eau naturel, d'une longueur de 101 km, qui prend sa source dans la commune de Rejet-de-Beaulieu, s'écoule vers le nord-est et franchit la frontière belge au droit de Jeumont. 

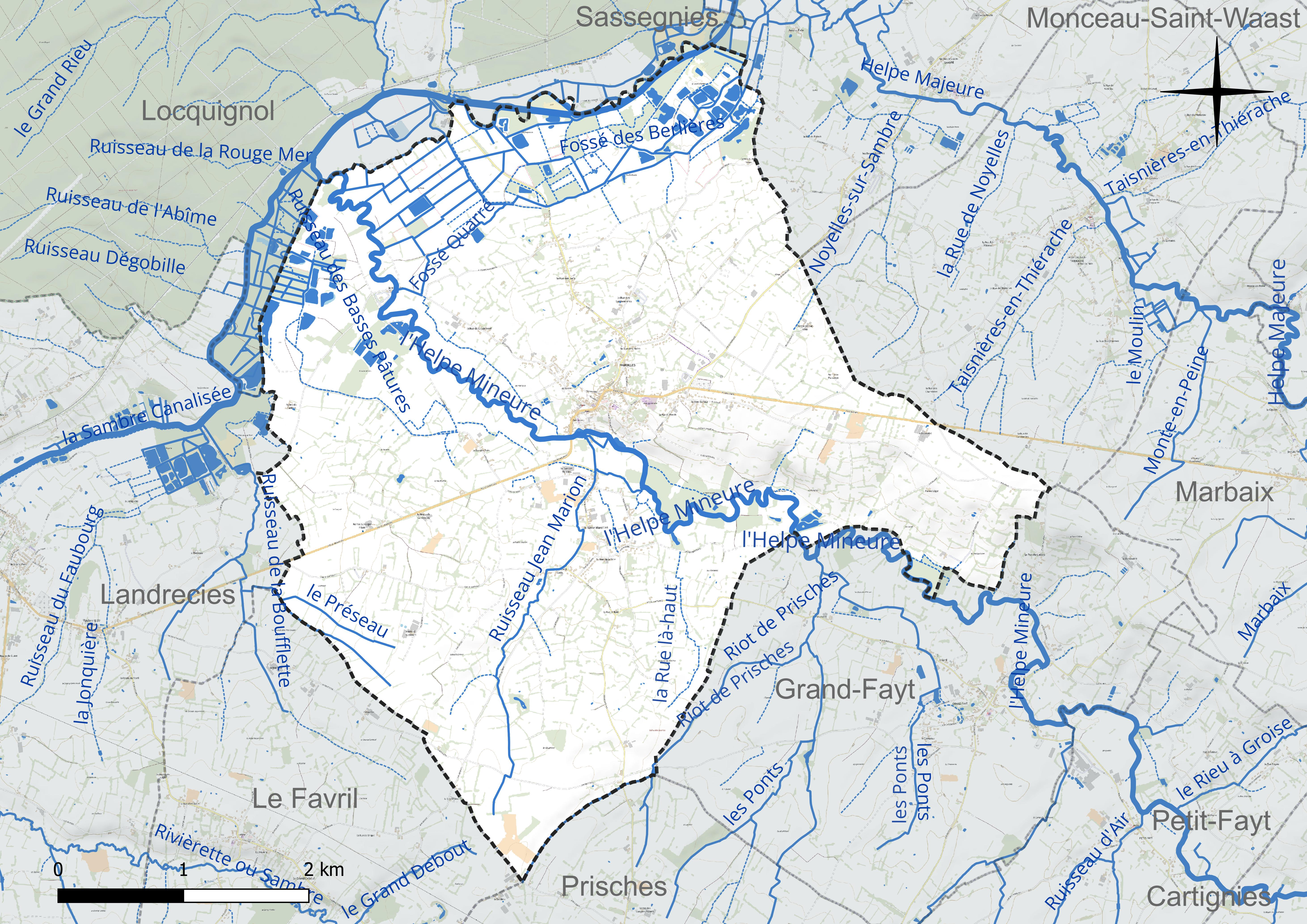
Réseau hydrographique de Maroilles.

#### Gestion et qualité des eaux
Le territoire communal est couvert par le schéma d'aménagement et de gestion des eaux (SAGE) « Sambre ». Ce document de planification concerne un territoire de 1 253 km2 de superficie, délimité par le bassin versant de la Sambre. Le périmètre a été arrêté le 1er novembre 2003 et le SAGE proprement dit a été approuvé le 21 septembre 2012, puis modifié le 18 août 2022. La structure porteuse de l'élaboration et de la mise en œuvre est le syndicat mixte du Parc naturel régional de l'Avesnois. 
La qualité des cours d'eau peut être consultée sur un site dédié géré par les agences de l'eau et l'Agence française pour la biodiversité. 

### Climat
Pour des articles plus généraux, voir Climat des Hauts-de-France et Climat du Nord.
En 2010, le climat de la commune est de type climat des marges montargnardes, selon une étude du CNRS s'appuyant sur une série de données couvrant la période 1971-2000. En 2020, Météo-France publie une typologie des climats de la France métropolitaine dans laquelle la commune est exposée à un climat océanique altéré et est dans la région climatique  Nord-est du bassin Parisien, caractérisée par un ensoleillement médiocre, une pluviométrie moyenne régulièrement répartie au cours de l'année et un hiver froid (3 °C). 
Pour la période 1971-2000, la température annuelle moyenne est de 9,8 °C, avec une amplitude thermique annuelle de 15 °C. Le cumul annuel moyen de précipitations est de 840 mm, avec 12 jours de précipitations en janvier et 9,2 jours en juillet. Pour la période 1991-2020, la température moyenne annuelle observée sur la station météorologique la plus proche, située sur la commune de Saint-Hilaire-sur-Helpe à 10 km à vol d'oiseau, est de 10,5 °C et le cumul annuel moyen de précipitations est de 802,4 mm,. Pour l'avenir, les paramètres climatiques de la commune estimés pour 2050 selon différents scénarios d'émission de gaz à effet de serre sont consultables sur un site dédié publié par Météo-France en novembre 2022.

## Urbanisme

### Typologie
Au 1er janvier 2024, Maroilles est catégorisée bourg rural, selon la nouvelle grille communale de densité à sept niveaux définie par l'Insee en 2022.
Elle est située hors unité urbaine et hors attraction des villes,.

### Occupation des sols
L'occupation des sols de la commune, telle qu'elle ressort de la base de données européenne d'occupation biophysique des sols Corine Land Cover (CLC), est marquée par l'importance des territoires agricoles (94,1 % en 2018), une proportion sensiblement équivalente à celle de 1990 (94,5 %). La répartition détaillée en 2018 est la suivante : 
prairies (86,7 %), terres arables (6,4 %), zones humides intérieures (3 %), zones urbanisées (2,9 %), zones agricoles hétérogènes (1 %). L'évolution de l'occupation des sols de la commune et de ses infrastructures peut être observée sur les différentes représentations cartographiques du territoire : la carte de Cassini (XVIIIe siècle), la carte d'état-major (1820-1866) et les cartes ou photos aériennes de l'IGN pour la période actuelle (1950 à aujourd'hui).

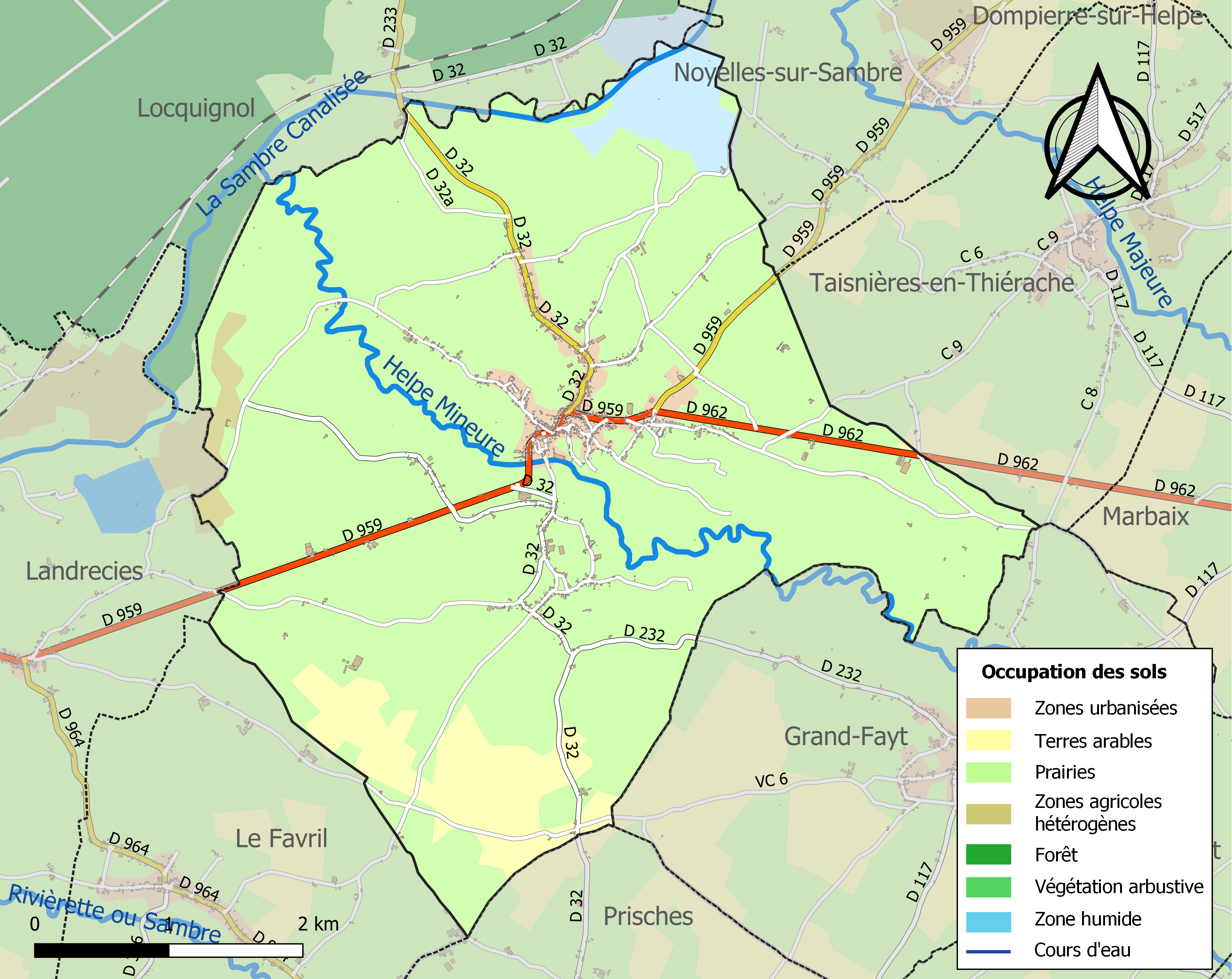
Carte des infrastructures et de l'occupation des sols de la commune en 2018 (CLC).

### Habitat et logement
En 2018, le nombre total de logements dans la commune était de 669, alors qu'il était de 672 en 2013 et de 644 en 2008.
Parmi ces logements, 89,2 % étaient des résidences principales, 2,2 % des résidences secondaires et 8,5 % des logements vacants. Ces logements étaient pour 95,2 % d'entre eux des maisons individuelles et pour 4 % des appartements.
Le tableau ci-dessous présente la typologie des logements à Maroilles en 2018 en comparaison avec celle du Nord et de la France entière. Une caractéristique marquante du parc de logements est ainsi une proportion de résidences secondaires et logements occasionnels (2,2 %) supérieure à celle du département (1,6 %) et à celle de la France entière (9,7 %). Concernant le statut d'occupation de ces logements, 74,2 % des habitants de la commune sont propriétaires de leur logement (75,6 % en 2013), contre 54,7 % pour le Nord et 57,5 pour la France entière.
| Typologie                                               | Maroilles | Nord | France entière |
| ------------------------------------------------------- | --------- | ---- | -------------- |
| Résidences principales (en %)                           | 89,2      | 90,8 | 82,1           |
| Résidences secondaires et logements occasionnels (en %) | 2,2       | 1,6  | 9,7            |
| Logements vacants (en %)                                | 8,5       | 7,7  | 8,2            |

## Toponymie
Le nom de la localité est attesté sous la forme Marogilo en 615, Maroelles (par exemple sur l'Atlas de Trudaine au milieu du XVIIIe siècle).
Le nom de Maroilles est un composé du celtique (gaulois) maro(s)- « grand » et (-ó)-ialo « clairière, espace découvert »,. Xavier Delamarre préfère voir dans *-ialo- un appellatif toponymique -ialon (latinisé en -ialum) issu du mot ialon « clairière, lieu défriché », d'où « village ». Le sens des Mareuil, Mareau, Maroilles, etc. serait donc celui de « grand bourg ».

## Histoire
Dans cette région marginale assez tardivement défrichée (l'essentiel du village était encore noyé dans la forêt de Mormal dans les années 1940), les paysans avaient depuis le Haut Moyen Âge obtenu des chartes leur conférant certains droits. Ils étaient ainsi exempts de nombreuses servitudes traditionnelles de la féodalité, pouvaient clore leurs terres, pratiquer l'élevage et n'étaient pas soumis à la pratique de l'assolement obligatoire : ainsi s'est constitué le bocage de l'Avesnois, par ailleurs caractérisé par de grandes « Hayes » de protection contre d'éventuelles invasions.
Les archives locales relatent de nombreux litiges avec l'abbaye de Maroilles, qui fut détruite à la Révolution : les paysans refusaient de faire leurs corvées si le seigneur, c'est-à-dire l'« abbé de Maroilles », n'avait pas préalablement fait curer ses chemins ; le moulin et le four banaux n'existaient pas, ni l'assolement obligatoire.
- Ces particularités locales expliquent la différence frappante de paysage qui peut s'observer quand on part de Maroilles pour rejoindre Cambrai : on passe assez brutalement d'un bocage richement enherbé et d'un pays d'élevage aux champs ouverts et à l'agriculture intensive du Cambrésis.

Maroilles subit le siège de Landrecies (avril 1794). La division commandée par Jacques Fromentin dut se retirer sur le village. Montaigu combattait les autrichiens et reçu l'ordre d'attaquer Maroilles avec 12 000 combattants, il fut repoussé sur la Helpe. De nombreuses habitations furent détruites.
À la suite de la loi du 28 pluviôse an VIII (17 février 1800) qui crée les arrondissements pour remplacer les districts, Maroilles fait partie de l'arrondissement d'Avesnes-sur-Helpe créé au regard de l'arrêté en date du 17 ventôse an VIII. 
```
Sur une idée du Préfet du Nord, 
François de Pommeroeul
, de passage à Maroilles en 
février 1806
, un arc de triomphe est construit sur la place verte. Initialement dédié à Napoléon 
1
er
 après la victoire d'Austerlitz le 
2 décembre 1805
, il ne n'a jamais été achevé. Les deux tiers des pierres utilisées dont la façade proviennent des ruines de l'abbaye. Le reste est acheté aux carrières de Marbaix
[
33
]
.
```

En 1838, le bâtiment du  moulin de l'Abbaye a encore ses trois roues hydrauliques. Il est détruit par un incendie le 27 septembre 1889 et seul subsiste la petite maison attenante. La Société Anonyme des Tanneries et Corroieries Maillard et fils le transforme en usine électrique et une demande d'installation de turbine est déposée auprès de la préfecture afin de l'équiper d'une turbine, puis, par un accord entre la municipalité  et Évence Maillard, elle fournit en électricité le village.
Le 28 octobre 1907 est mise en service la ligne de chemin de fer Avesnes-sur-Helpe - Solesmes via Landrecies (47 km). La ligne comporte une station dans la commune. Un service régulier des voyageurs est assuré. En août 1914, le trafic voyageur est interrompu. En 1916, pendant l'occupation allemande, les rails sont démontés. La ligne de chemin de fer est dans l'impossibilité de fonctionner.

## Politique et administration

### Rattachements administratifs et électoraux

#### Rattachements administratifs
La commune se trouve dans l'arrondissement d'Avesnes-sur-Helpe du département du Nord
Elle faisait partie depuis 1801 du canton de Landrecies. Dans le cadre du redécoupage cantonal de 2014 en France, cette circonscription administrative territoriale a disparu, et le canton n'est plus qu'une circonscription électorale.

#### Rattachements électoraux
Pour les élections départementales, la commune fait partie depuis 2014 du canton d'Avesnes-sur-Helpe
Pour l'élection des députés, elle fait partie de la douzième circonscription du Nord.

### Intercommunalité
Maroilles était membre de la communauté de communes du Pays de Mormal et Maroilles, un établissement public de coopération intercommunale (EPCI) à fiscalité propre créé en 1993 et auquel la commune avait transféré un certain nombre de ses compétences, dans les conditions déterminées par le code général des collectivités territoriales.
Dans le cadre de la mise en œuvre du schéma départemental de coopération intercommunale du  Nord, cette intercommunalité a fusionné avec ses voisines pour former, le 1er janvier 2014, la communauté de communes du Pays de Mormal dont est désormais membre la commune.

### Rattachements administratifs et électoraux

#### Rattachements administratifs
Antérieurement à la loi du 10 juillet 1964, la commune faisait partie du département de Seine-et-Oise. La réorganisation de la région parisienne en 1964 fit que la commune appartient désormais au département du Val-d'Oise et à son arrondissement de Pontoise après un transfert administratif effectif au 1er janvier 1968.
Elle faisait partie de 1801 à 1967 du canton de Marines de Seine-et-Oise. Lors de la mise en place du Val-d'Oise, la ville intègre le canton de Vigny . Dans le cadre du redécoupage cantonal de 2014 en France, cette circonscription administrative territoriale a disparu, et le canton n'est plus qu'une circonscription électorale.

### Liste des maires
Mayeurs au XVIIe siècle (à confirmer) : 
Pierre Trouillet, avant le 18 juillet 1688, date de son décès ;
Maximilien Trouillet, mayeur en 1694.
Maire en 1881 : Briatte.
Maire en 1939 : Lefèvre.
| Période                                  | Période                       | Identité                    | Étiquette | Qualité |
| ---------------------------------------- | ----------------------------- | --------------------------- | --------- | --- |
| Les données manquantes sont à compléter. |                               |                             |           | |
| An VII                                   | 1816                          | Nicolas Joseph Vendois      |           | Baron d'Empire |
| 1840                                     | novembre 1849                 | Antoine Joseph Fournier     |           | |
| vers 1857                                | vers 1858                     | Zéphyrin Joseph Berlaimont  |           | Propriétaire |
| vers 1861                                | vers 1868                     | Louis Humbert Adolphe Baehy |           | |
| décembre 1885                            | février 1919                  | Léopold Carion,             |           | Agriculteur, membre fondateur de la société d'agriculture d'Avesnes-sur Helpe, Décoré de l'ordre du Mérite agricole |
| Les données manquantes sont à compléter. |                               |                             |           | |
| mars 1971                                | juin 1995                     | Jacki Raulin                |           | Directeur de l'école de Maroilles retraité                                                                          |
| juin 1995                                | mars 2014                     | Jean-Marie Sculfort         | DVD       | Vice-président de la CC du Pays de Mormal et Maroilles[Quand ?]                                                     |
| mars 2014                                | En cours (au 2 décembre 2021) | Dominique Quinzin           | DVD       | Cadre de la fonction publique Réélu pour le mandat 2020-2026,                                                       |

## Population et société

### Démographie

#### Évolution démographique
L'évolution du nombre d'habitants est connue à travers les recensements de la population effectués dans la commune depuis 1793. Pour les communes de moins de 10 000 habitants, une enquête de recensement portant sur toute la population est réalisée tous les cinq ans, les populations de référence des années intermédiaires étant quant à elles estimées par interpolation ou extrapolation. Pour la commune, le premier recensement exhaustif entrant dans le cadre du nouveau dispositif a été réalisé en 2004.

En 2022, la commune comptait 1 445 habitants, en évolution de +3,88 % par rapport à 2016 (Nord : +0,51 %, France hors Mayotte : +2,11 %).
| 1793  | 1800  | 1806  | 1821  | 1831  | 1836  | 1841  | 1846  | 1851  |
| ----- | ----- | ----- | ----- | ----- | ----- | ----- | ----- | ----- |
| 2 132 | 2 192 | 2 256 | 2 245 | 2 219 | 2 183 | 2 192 | 2 210 | 2 171 |

| 1856  | 1861  | 1866  | 1872  | 1876  | 1881  | 1886  | 1891  | 1896  |
| ----- | ----- | ----- | ----- | ----- | ----- | ----- | ----- | ----- |
| 2 154 | 2 142 | 2 022 | 1 927 | 1 957 | 1 954 | 1 991 | 1 945 | 1 988 |

| 1901  | 1906  | 1911  | 1921  | 1926  | 1931  | 1936  | 1946  | 1954  |
| ----- | ----- | ----- | ----- | ----- | ----- | ----- | ----- | ----- |
| 2 151 | 2 027 | 1 814 | 1 695 | 1 681 | 1 631 | 1 587 | 1 619 | 1 632 |

| 1962  | 1968  | 1975  | 1982  | 1990  | 1999  | 2004  | 2006  | 2009  |
| ----- | ----- | ----- | ----- | ----- | ----- | ----- | ----- | ----- |
| 1 615 | 1 533 | 1 481 | 1 465 | 1 453 | 1 384 | 1 414 | 1 410 | 1 443 |

| 2014  | 2019  | 2022  | - | - | - | - | - | - |
| ----- | ----- | ----- | - | - | - | - | - | - |
| 1 404 | 1 428 | 1 445 | - | - | - | - | - | - |

#### Pyramide des âges
En 2018, le taux de personnes d'un âge inférieur à 30 ans s'élève à 32,0 %, soit en dessous de la moyenne départementale (39,5 %). À l'inverse, le taux de personnes d'âge supérieur à 60 ans est de 30,9 % la même année, alors qu'il est de 22,5 % au niveau départemental.
En 2018, la commune comptait 689 hommes pour 727 femmes, soit un taux de 51,34 % de femmes, légèrement inférieur au taux départemental (51,77 %).
Les pyramides des âges de la commune et du département s'établissent comme suit.
| Hommes | Classe d’âge | Femmes |
| ------ | ------------ | ------ |
| 0,7    | 90 ou +      | 2,0    |
| 8,1    | 75-89 ans    | 11,5   |
| 20,6   | 60-74 ans    | 18,7   |
| 19,3   | 45-59 ans    | 19,3   |
| 18,3   | 30-44 ans    | 17,4   |
| 14,7   | 15-29 ans    | 13,4   |
| 18,2   | 0-14 ans     | 17,7   |

| Hommes | Classe d’âge | Femmes |
| ------ | ------------ | ------ |
| 0,5    | 90 ou +      | 1,4    |
| 5,3    | 75-89 ans    | 8,1    |
| 14,8   | 60-74 ans    | 16,2   |
| 19,1   | 45-59 ans    | 18,4   |
| 19,5   | 30-44 ans    | 18,7   |
| 20,7   | 15-29 ans    | 19,1   |
| 20,2   | 0-14 ans     | 18     |

## Culture et patrimoine

### Lieux et monuments

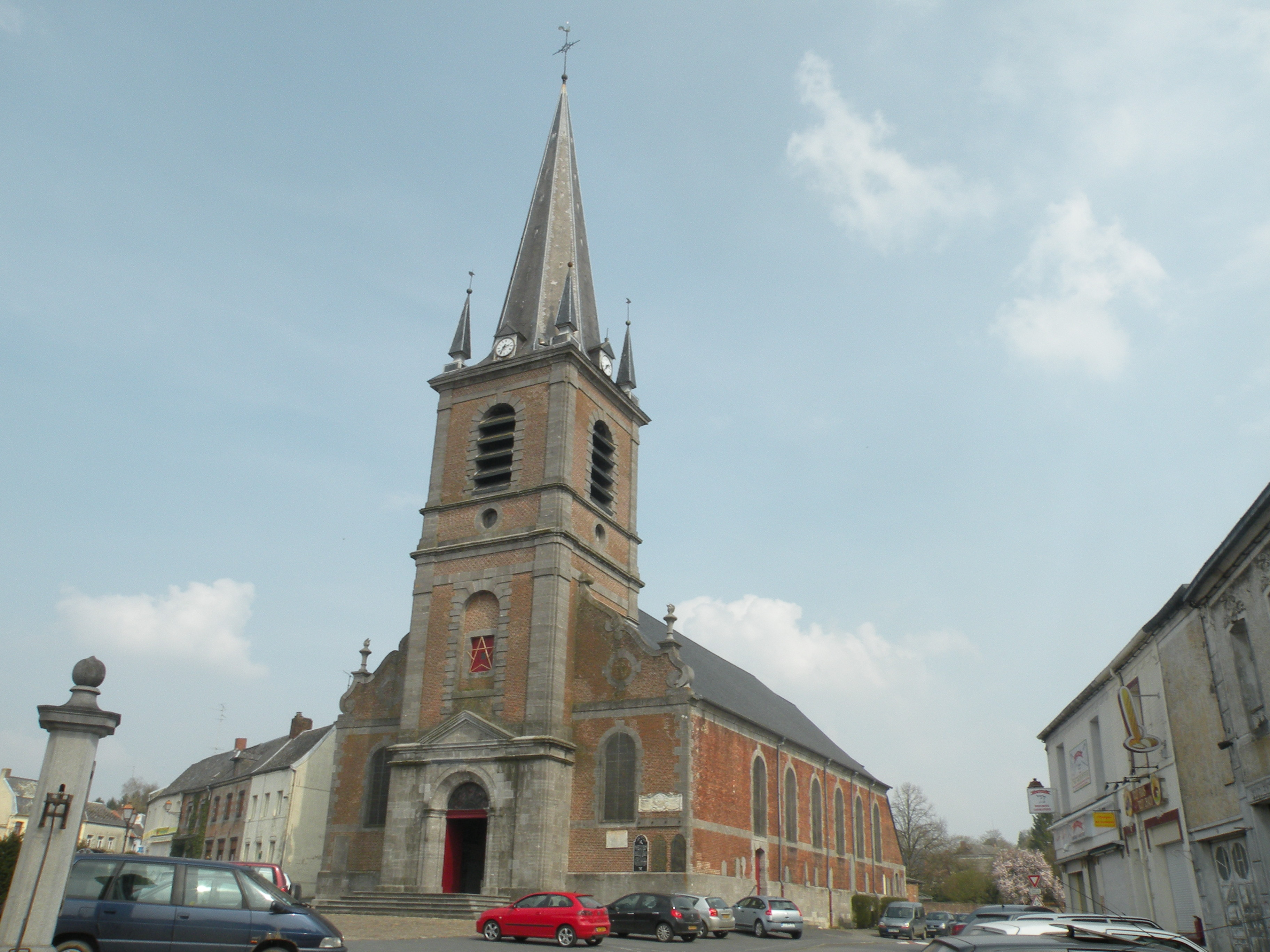
Église Saint-Humbert de Maroilles

- L'Abbaye de Maroilles de Ordre de Saint-Benoît, actuellement maison du parc régional de l'Avesnois.

- L'église Saint-Humbert date de 1735. À l'intérieur, on trouve un beau buffet d'orgues sculpté provenant de l'abbaye détruite à la révolution; un maître-autel en bois et marbre, des lambris en chêne du XVIIIe siècle. À gauche dans la nef une copie d'œuvre de Jan Boeckhorst provenant de l'atelier de Van Dyck Le Martyre de saint Jacques. Des reliques de saint Humbert, le fondateur de l'abbaye, se trouvent à la droite du chœur. De nombreuses pierres tombales gravées, datant pour la plupart des XVIIe et XVIIIe siècles, ornent le sol dallé ainsi qu'un pan de mur extérieur de l'église: il s'agit de dalles funéraires comportant des épitaphes d'anciens notables locaux ensevelis avec auprès d'eux, leur épouse[53].
- L'arc de Triomphe ;  À l'origine, c'était le grand portail de l'Abbaye bénédictine fondée par Saint Humbert au VIIe siècle et détruite sous la révolution en 1792. Le portail est donc démonté et conservé et, en 1807, transféré et réédifié, près de la place verte, par le maire Nicolas Joseph Vendois en l'honneur des victoires napoléoniennes. Après la chute de l'Empire, son existence est contestée mais l'Arc est sauvé de la destruction à l'occasion d'un passage de Louis-Philippe à Maroilles en 1833. En 1842, le conseil municipal décide de faire abattre l'arc de triomphe en très mauvais état. Le préfet du Nord s'y oppose et l'arc de triomphe est restauré en 1843 par l' architecte Grimault. Une plaque commémorative sur la partie supérieure de l'Arc indique Cet arc de triomphe a été élevé en 1807 à la gloire de nos armées par Nicolas Joseph Vendois, maire de l' an VII à 1816"[33].
- Le moulin de l'abbaye[54] ; le moulin, qui enjambe l'Helpe mineure, est une belle construction rénovée du XVIIe siècle. Sur le liteau de la porte, on lit la devise de l'abbé Frédéric d'Yves « Adh (a) erere Deo bonum », ce qui signifie « Il est bon de s'attacher à Dieu »
Un titre du XIe siècle mentionne qu'il s'agit d'un moulin banal de l'abbaye, qui est reconstruit sous l'abbatiat de .Frédéric d'Yves et est agrandi en 1634 sous le règne de dom Simon Bosquier piis modifié en 1770 à l'époque de Maurice d'Offergnies. Devenu bien national sous la Révolution française, il est acheté plusieurs fois et finalement adjugé à Pierre-François Boucher, le 23 janvier 1792[33]
- Le Courtil Saint-Roch ; jardin dans une ancienne pépinière.
- La mairie, installée dans un ancien échevinage de 1704.
- Le monument aux morts.
- Quelques chapelles-oratoires sur le territoire de la commune.
- Sur le cimetière de Maroilles se trouvent 20 tombes de guerre de la Commonwealth War Graves Commission de soldats tués pour la plupart au début de la Première Guerre mondiale.

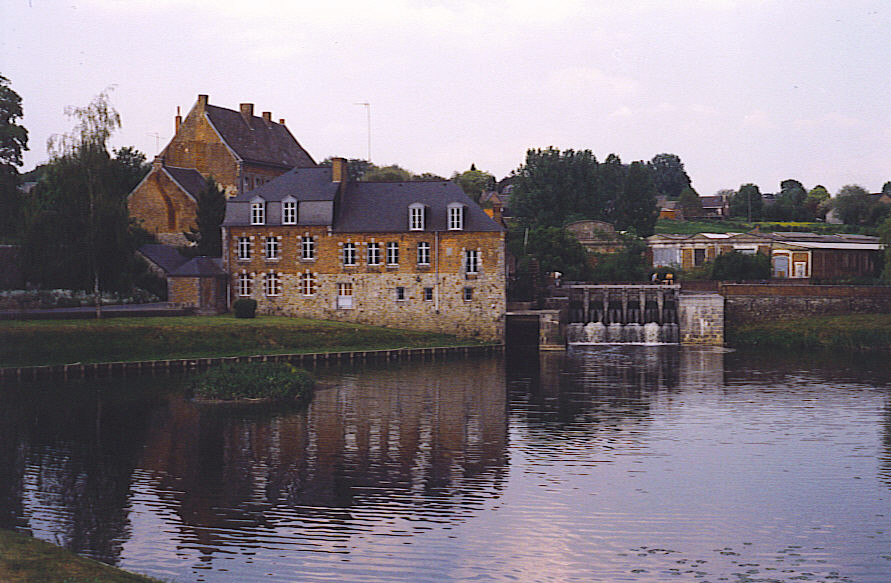
L'Helpe Mineure et le moulin de l'abbaye de Maroilles
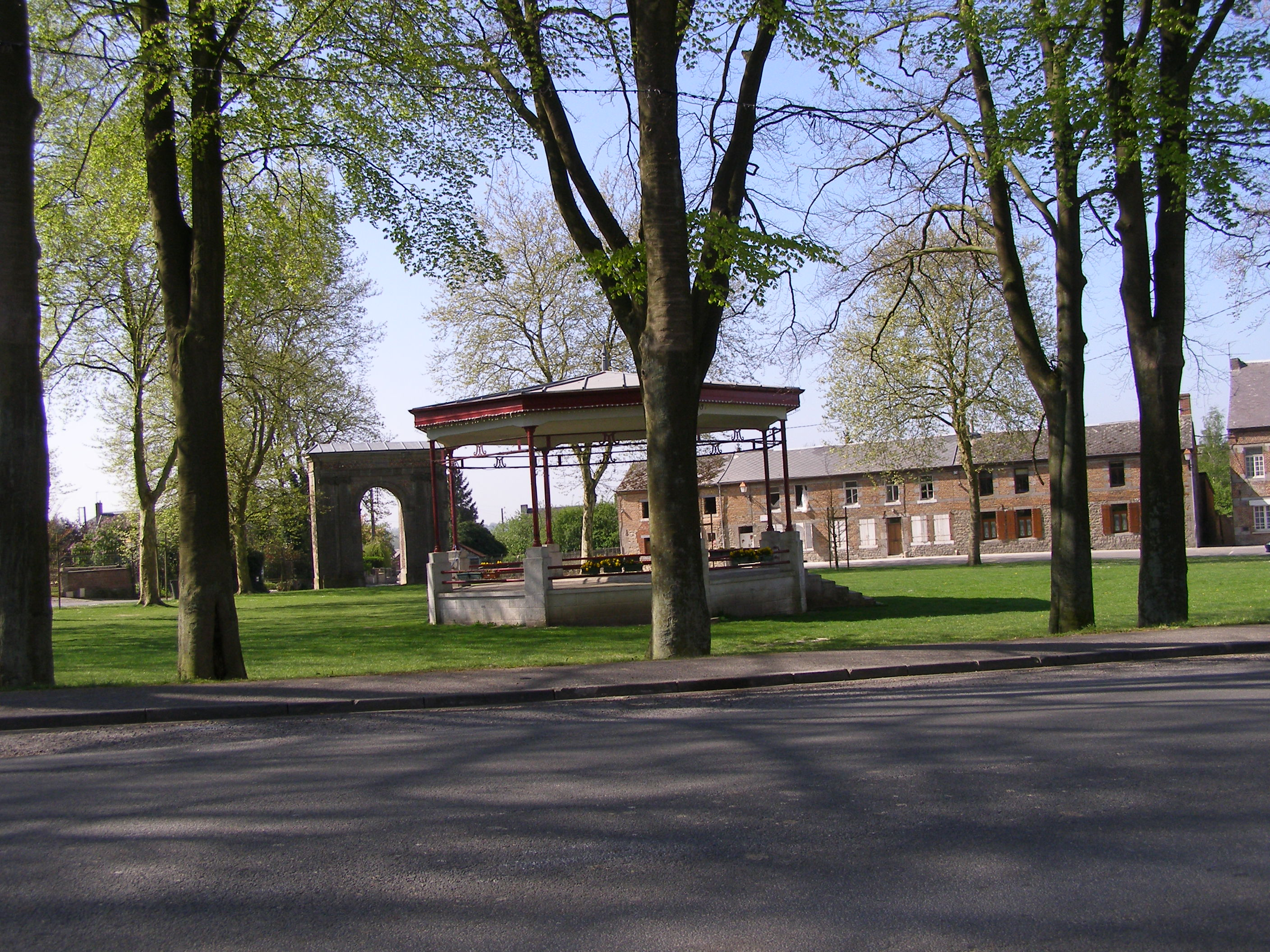
La place verte avec son kiosque et l'arc de triomphe en arrière-plan
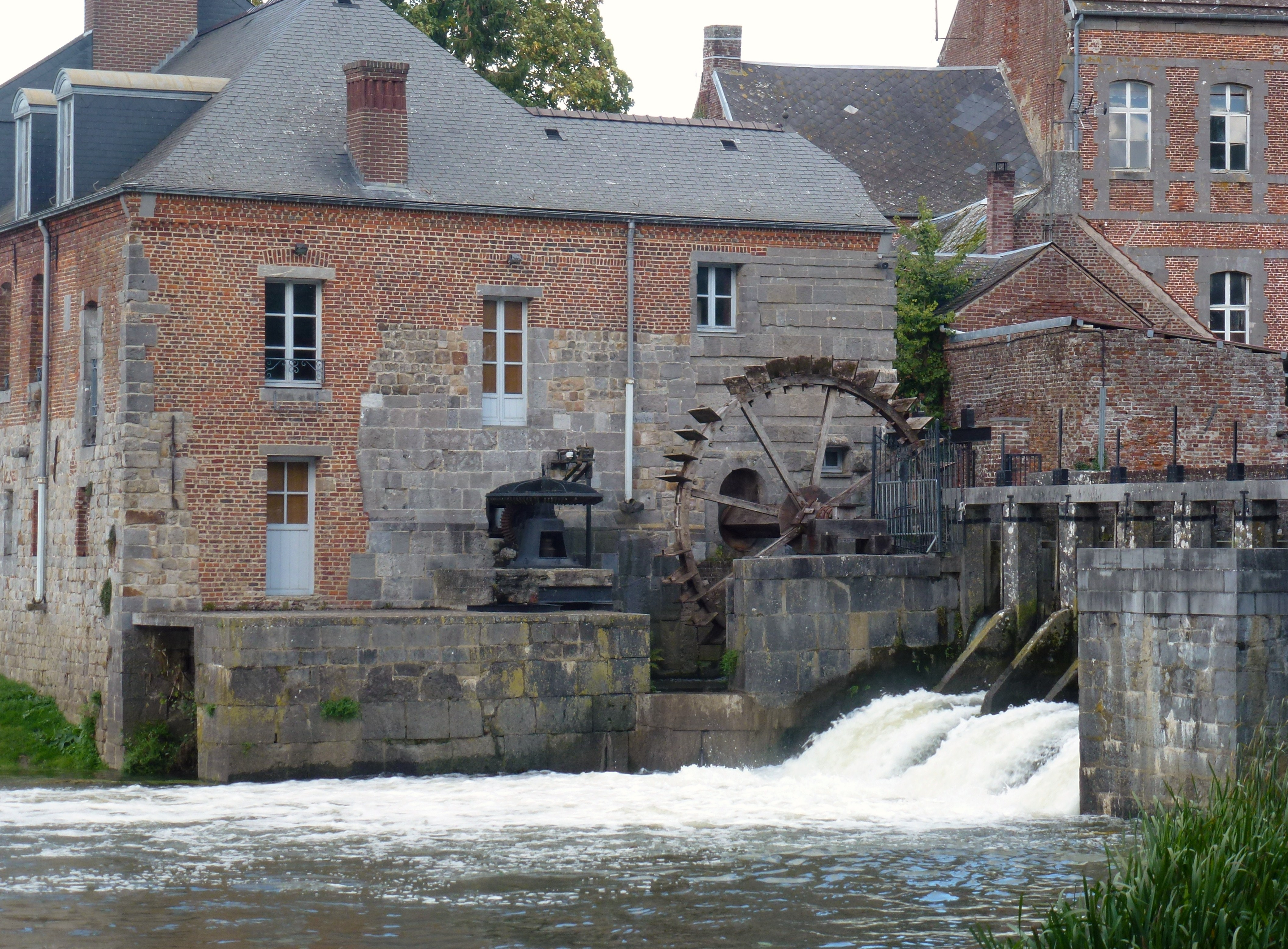
Maroilles, Le moulin de l'abbaye.
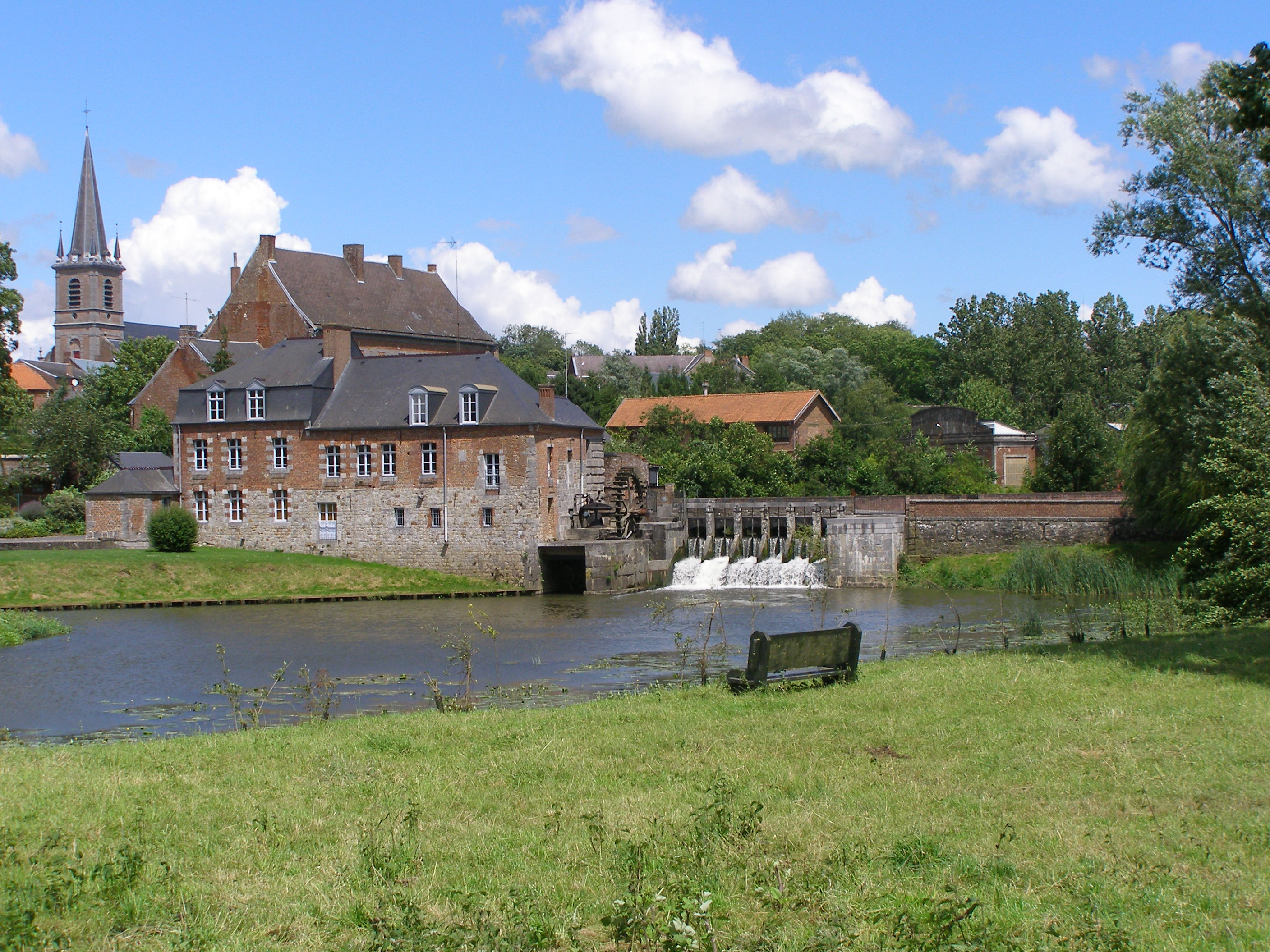
Le moulin de l'abbaye et l'église
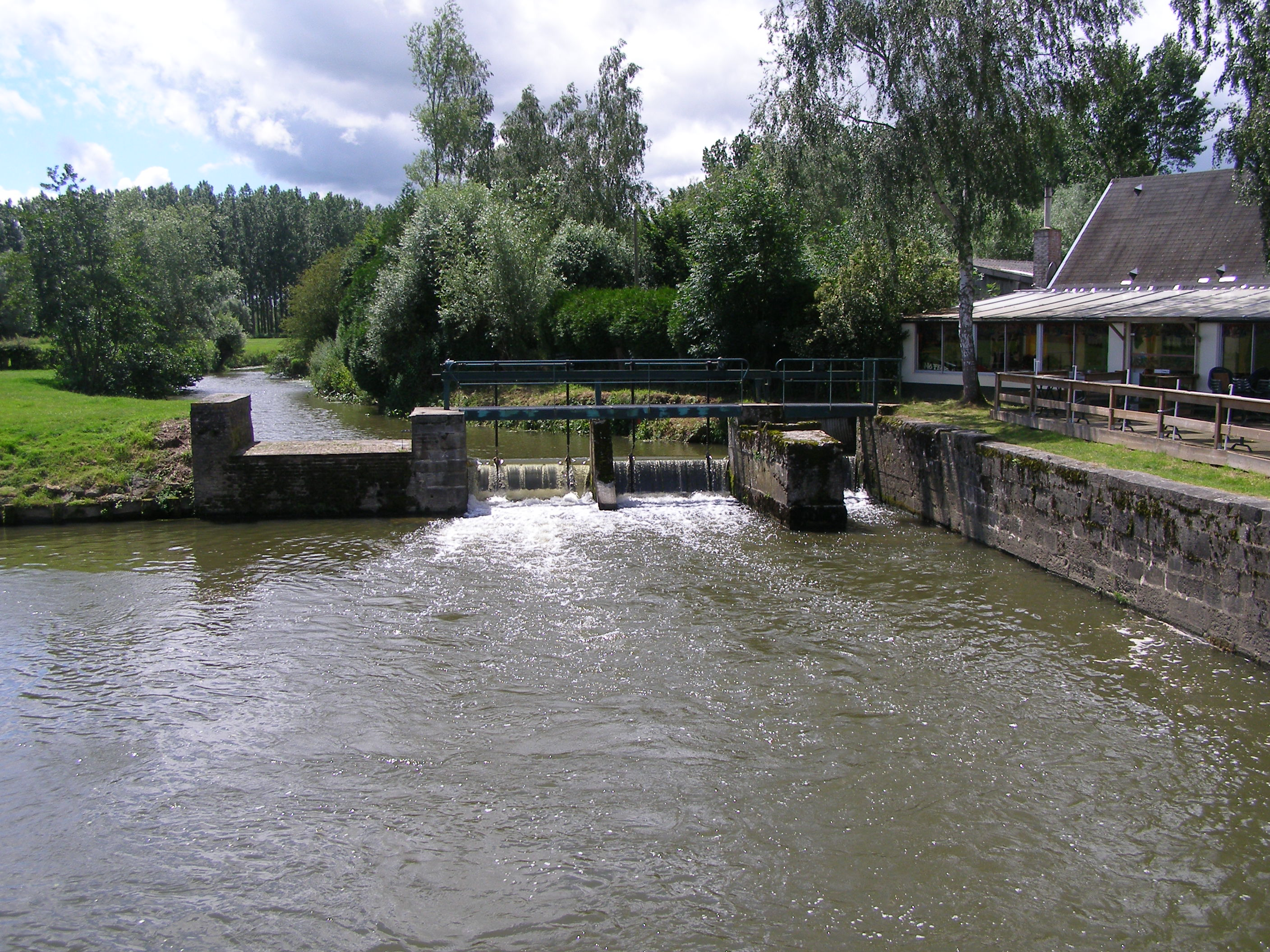
Le moulin des près
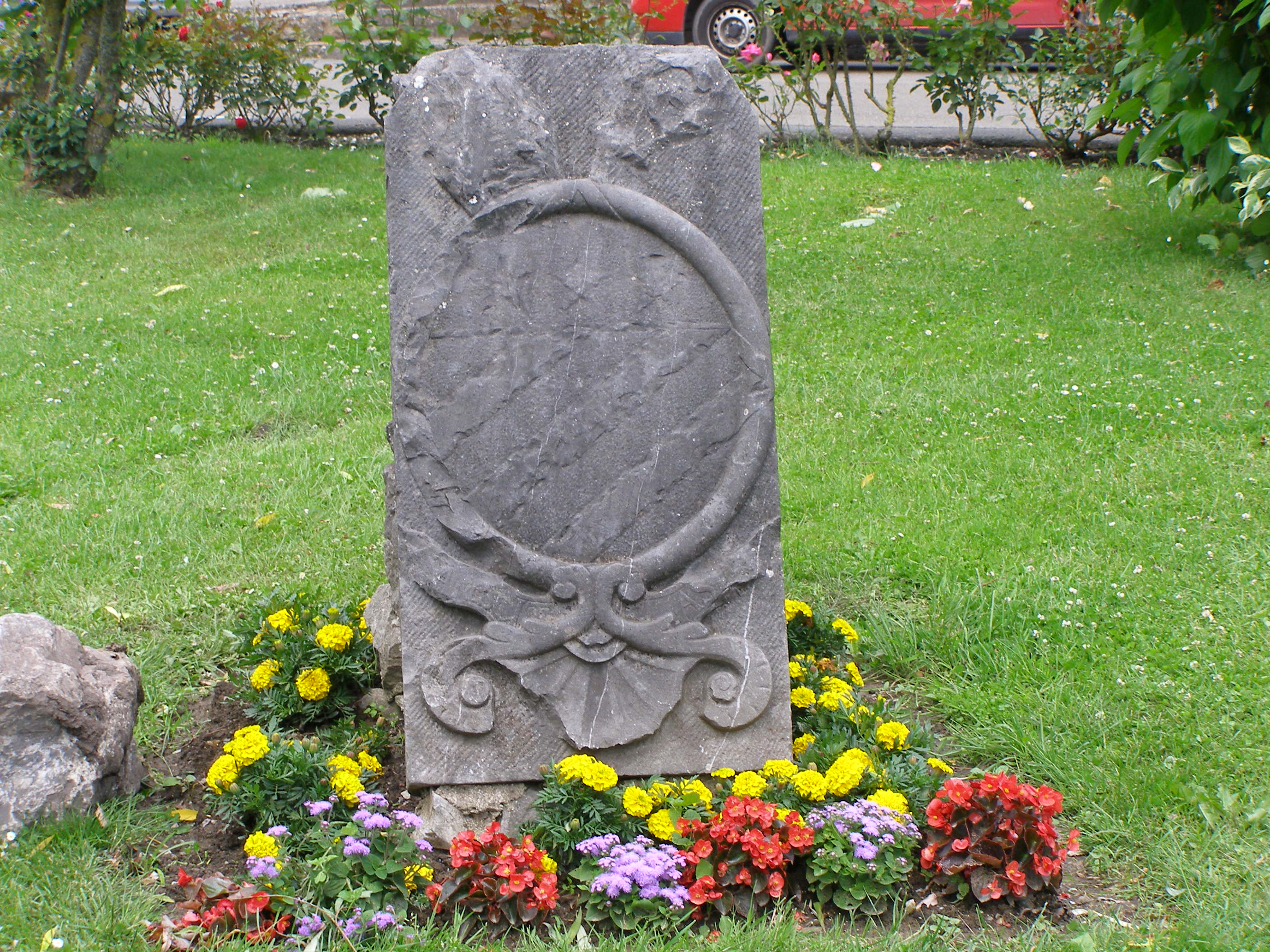
Une pierre provenant de l'ancienne abbaye
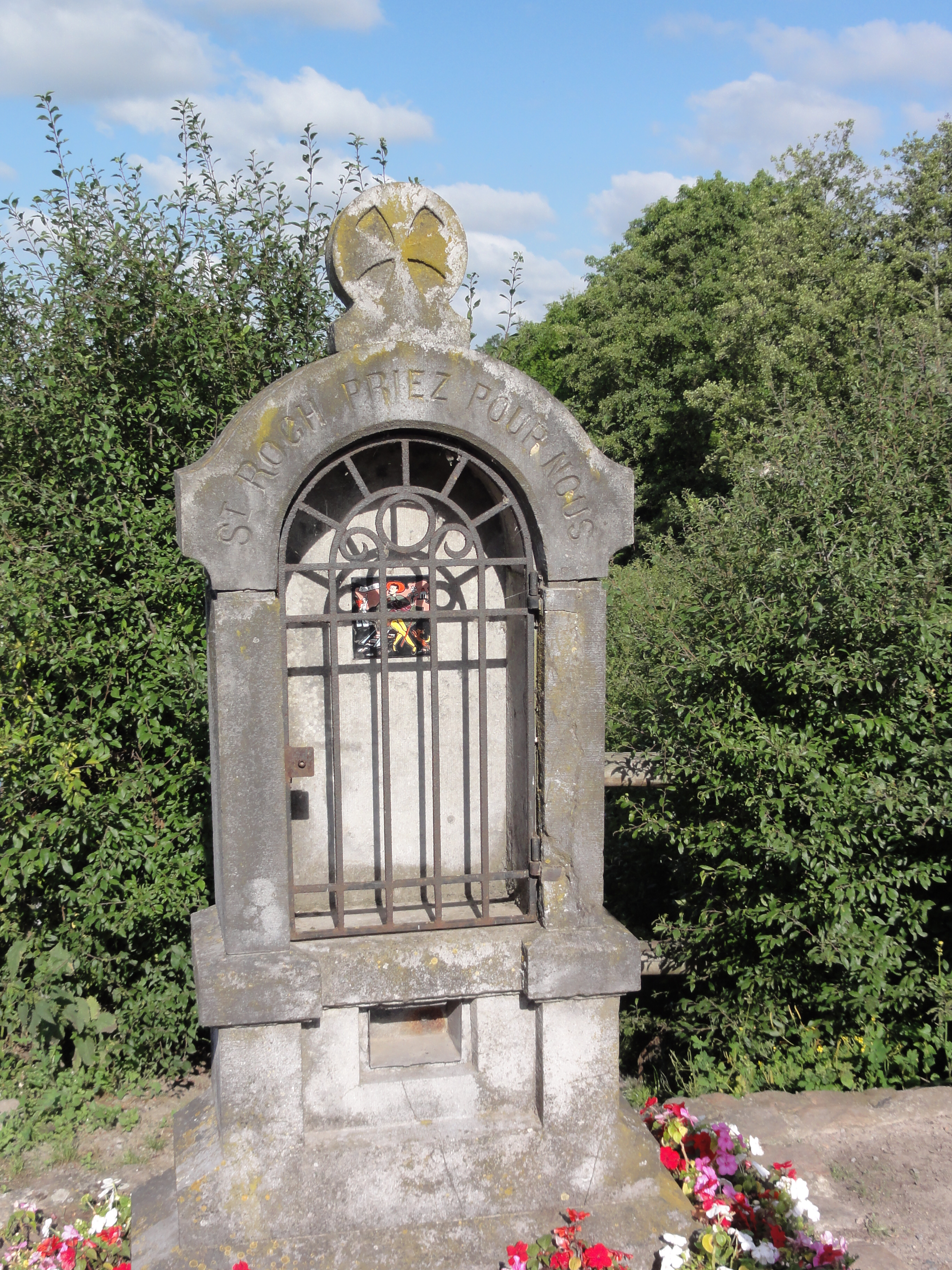
Chapelle St.Roch, D959
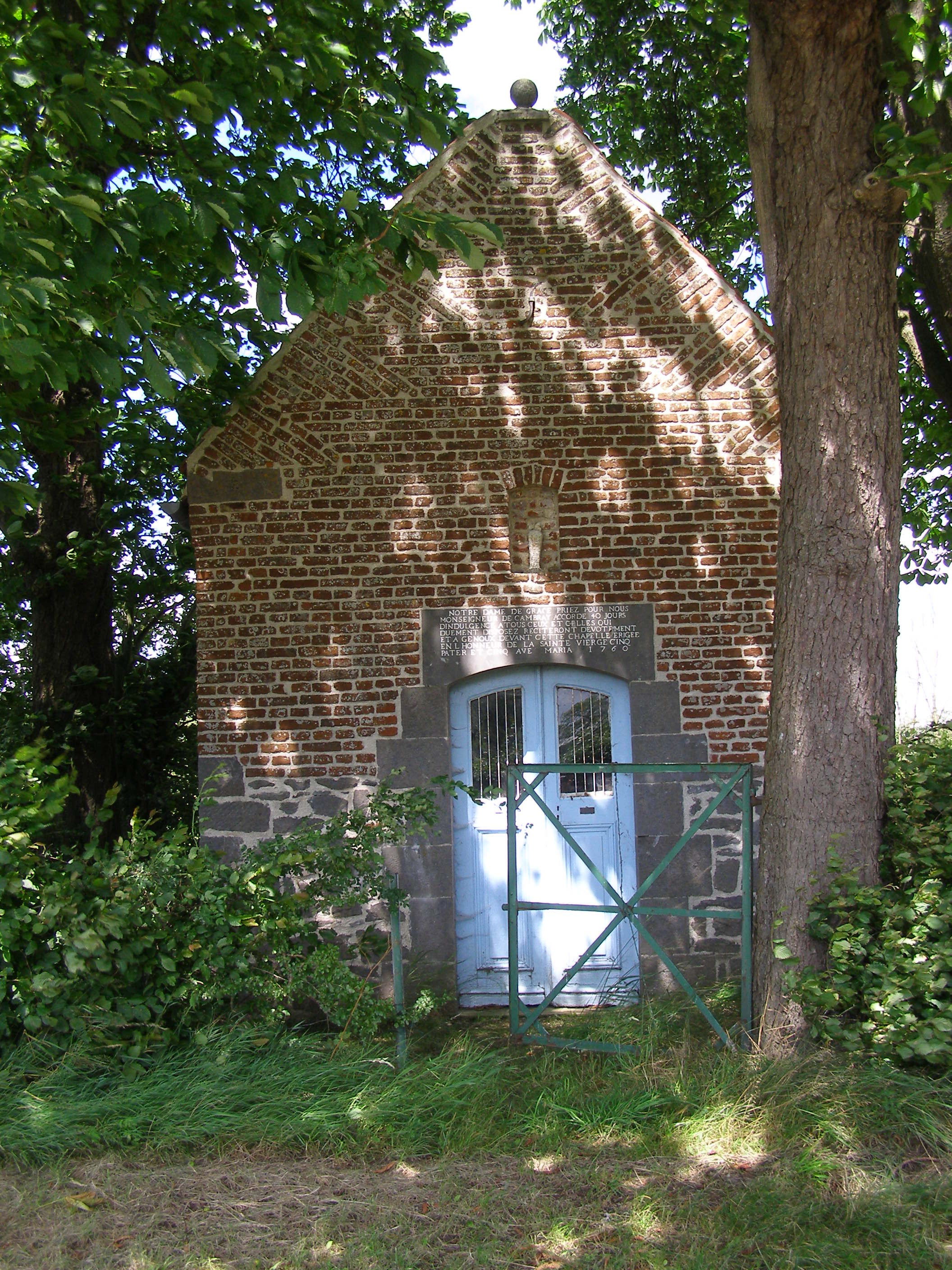
La chapelle des prés, rue des près
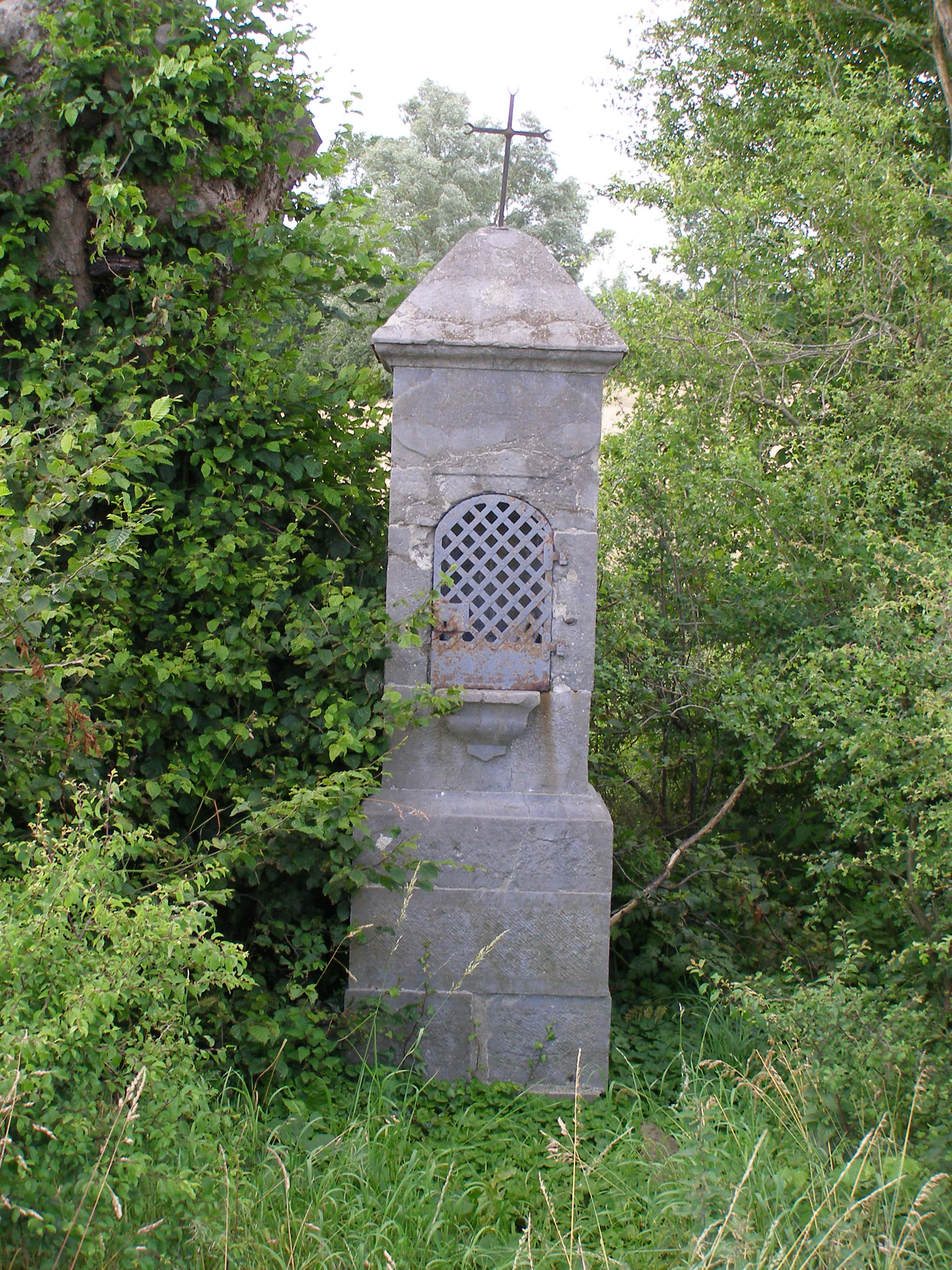
Un oratoire à Maroilles
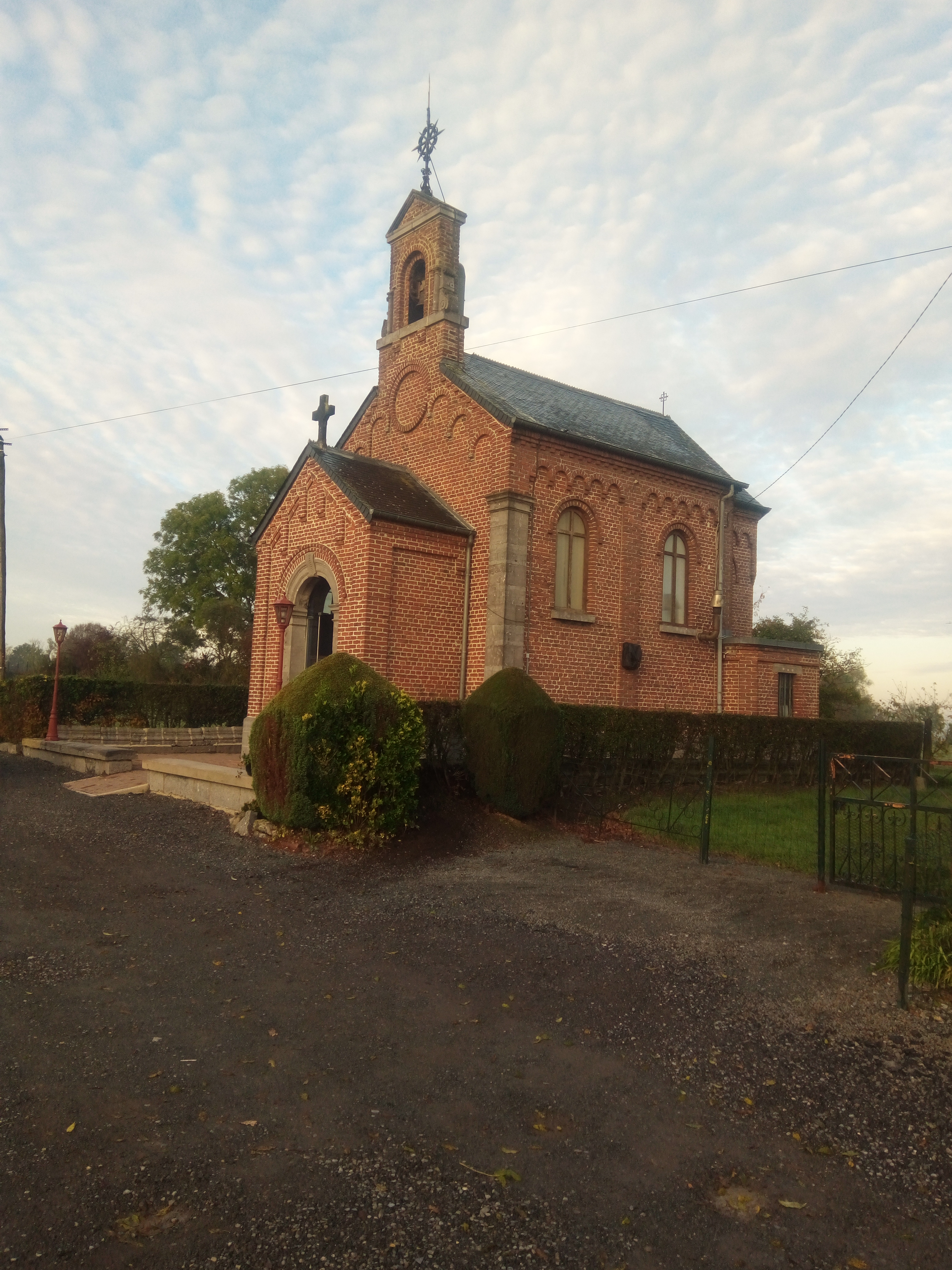
Chapelle Notre-Dame des Haies.
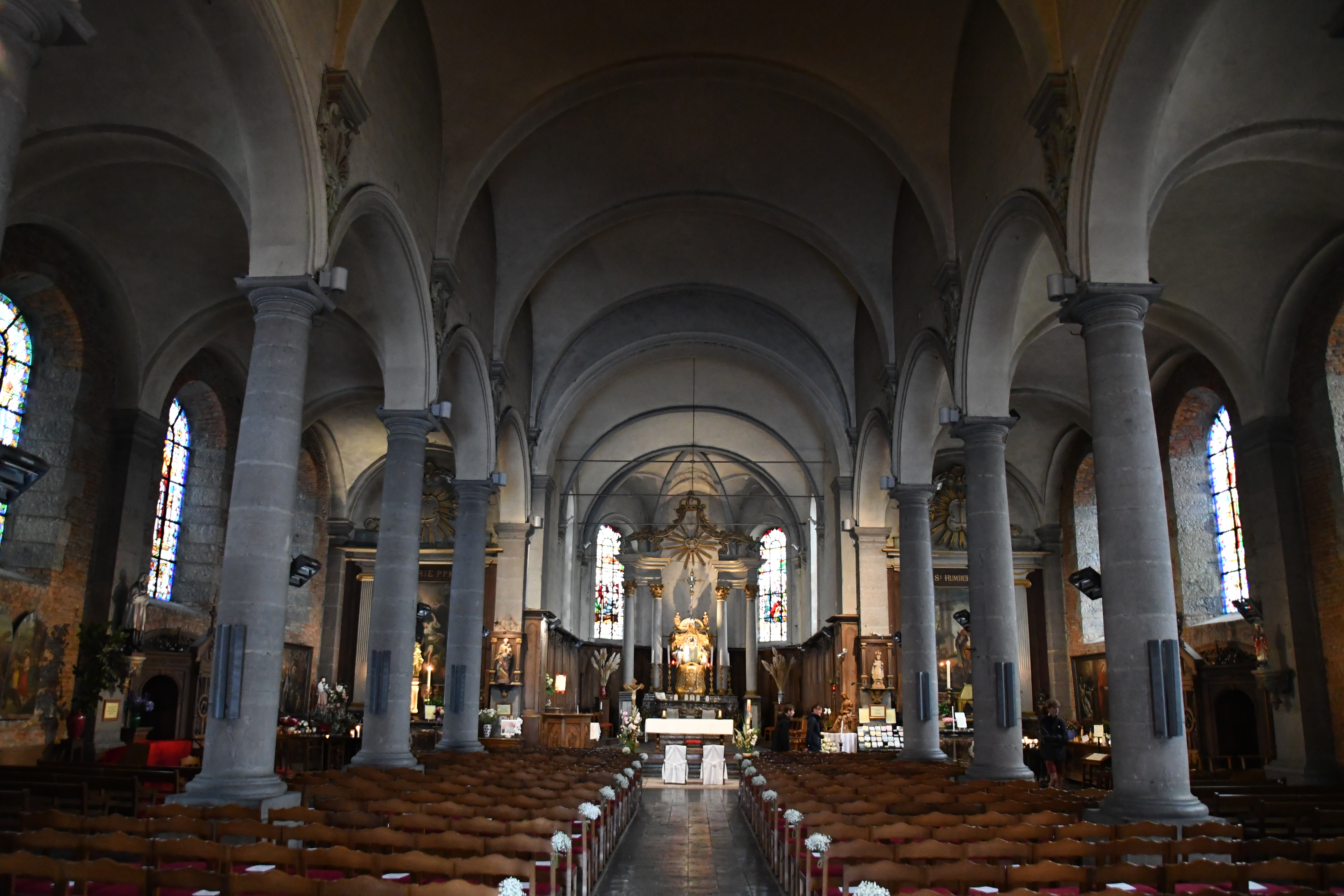
Intérieur de l'église Saint-Humbert

### Personnalités liées à la commune
- Saint Humbert de Maroilles : 1er abbé de Maroilles entre les années 652 et 682. Il est le fondateur du monastère et de la ville de Maroilles. Humbert du Hamel (futur Saint-Humbert de Maroilles en Hainaut) naquit entre les années 622 et 628 ou, selon d'autres sources entre 629 et 630, à Mézières-sur-Oise (Aisne). Il décéda entouré de ses disciples un 25 mars de l'an 682. Saint-Humbert était né de l'union de parents nobles et chrétiens : son père, Evrard, est un noble franc et sa mère, Popitte, est d'origine gallo-romaine. Humbert, après avoir suivi des études au collège St.-Vincent de Laon, fut appelé sur les recommandations de Saint-Amand (père-abbé de l'abbaye d'Elnone à Saint-Amand-les-Eaux) auprès du pape Martin Ier : ce dernier le désigna premier « Père-abbé du monastère de Maroilles ». Précédemment, la majeure partie des terres de Maroilles, Noyelles (-sur-Sambre), Marbaix et Taisnières (-en-Thiérache), fut léguée par le comte Radobert de Famars, de la Cour du Roi Dagobert, qui vers l'an 652 y avait érigé un oratoire (dédié à saint Pierre). La mission de Saint-Humbert fut ainsi de convertir au Christianisme la population de ces lieux (pays des Help(r)es), tout en mettant en valeur cette région en y développant l'agriculture. Humbert du Hamel fut qualifié de « Saint » en l'an 818 par un acte de Louis le Débonnaire, fils de Charlemagne. À partir de cette date les parchemins le mentionnent « Saint-Humbert de Maroilles ». Le culte de Saint-Humbert de Maroilles est toujours vénéré en France, en Belgique et aux Pays-Bas (Nederlanden)[55].
- Jean Bourgeois (originaire de Valenciennes, il meurt le 30 janvier 1485), 61e abbé de l'abbaye bénédictine de Maroilles entre les années 1430-1483. Il est également député des églises du Hainaut et délégué du Clergé aux États bourguignons sous les règnes de Philippe le Bon et Charles le Téméraire, ducs de Bourgogne[56].
- Jean Gosselet (né  à Le Favril, dans la  2e moitié du XVe siècle, mort à Bruxelles en 1523 et inhumé à Maroilles), abbé de Maroilles et diplomate dans les Pays-Bas au service de Philippe le Beau et de Charles Quint. Il cosigne, en 1493, le traité de Senlis, réglant la succession de Charles le Téméraire, entre la France et les Habsbourg, héritiers des ducs de Valois-Bourgogne[57].
- Frédéric d'Yve (vers 1540 à Bavay, inhumé en 1599 à Maroilles), abbé de Maroilles, diplomate et conseiller d'État (Pays-Bas espagnols). À l'époque des guerres de religion, il est chargé d'importantes missions par le roi Philippe II d'Espagne, auprès des émissaires des Pays-Bas, des Provinces-Unies, du Saint-Empire romain germanique, de la France et de la papauté[58].
- Jacques-Philippe Lamoninary (1707-1802), compositeur.
- Antoine Vendois (1794-1867), homme politique, député du Nord de 1848 à 1849.
- Charles-Hippolyte Paillard (1823-1881), historien français mort à Maroilles.
- Maximilien Evrard (1821-1905), inventeur et industriel, maire de Sorbiers, né à Maroilles.

### Gastronomie
La ville est l'origine du fromage AOC Maroilles, un fromage à pâte molle  à croûte lavée de couleur rouge-orangé, fabriqué exclusivement avec du lait de vache. La confrérie du Maroilles est créée en 1983.

### Pèlerinage de Compostelle
Maroilles est une étape française sur la via Gallia Belgica du pèlerinage de Saint-Jacques-de-Compostelle, qui se prolonge par la via Turonensis. L'étape notable précédente est Aulnoye-Aymeries ; la suivante est Landrecies.

### Héraldique
| Blason de Maroilles | Blason  | D'argent à un rencontre de cerf de gueules brochant sur une crosse d'or en pal. |
| Blason de Maroilles | Détails | Le statut officiel du blason reste à déterminer.                                |

## Pour approfondir